# Vetenskapsåret 1774

## Händelser

### Biologi
- Okänt datum - Antoine Parmentier publicerar Examen chymique des pommes de terres i Paris, och analyserar näringsvärdet av potatisen.

### Astronomi
- Okänt datum - Johann Elert Bode upptäcker galaxen Messier 81.

### Kemi
- 1 augusti - Joseph Priestley, som arbetar vid Bowood House, Wiltshire, England, isolerar syre i en form av gas, han kallar "deflogistoniserad luft".[1]

## Pristagare
- Copleymedaljen: Inget pris utdelades.

## Födda
- 21 april - Jean Baptiste Biot, fransk fysiker.
- 28 april - Francis Baily (död 1844), brittisk astronom.
- 7 maj - Francis Beaufort (död 1856), brittisk amiral och hydrograf.
- 18 augusti - Meriwether Lewis (död 1809), amerikansk militär och upptäcktsresande.
- november - Charles Bell (död 1842), skotsk kirurg och anatom.

## Avlidna
- 4 februari - Charles Marie de La Condamine, fransk geograf (född 1701).
- 9 juli - Anna Manzolini (född 1714), italiensk biolog.

### Fotnoter
1. ↑  Priestley, Joseph (27 februari 1775). ”An Account of Further Discoveries in Air”. Philosophical Transactions of the Royal Society (London) "65":  ss. 384–94. http://www.jstor.org/pss/106209.